# Бабеффит
Бабеффи́т — минерал, относящийся к группе гердерита.

## Этимология
По химическому составу (по содержанию бария, бериллия, фтора и фосфора в своём составе).